# Liste der Naturschutzgebiete im Landkreis Mayen-Koblenz
Im rheinland-pfälzischen Landkreis Mayen-Koblenz gibt es 26 Naturschutzgebiete, die zusammen eine Fläche von 3.736 Hektar einnehmen.
| Name                                               | Bild | Kennung               | Einzelheiten | Position | Fläche Hektar | Datum |
| -------------------------------------------------- | ---- | --------------------- | --- | -------- | ------------- | ----- |
| Kurbüsch                                           | BW   | 7137-001 WDPA: 318697 | Nickenich Landschaftsprägender Bestand alter Buchen und Eichen. | ⊙        | 49,25         | 2001  |
| Thürer Wiesen                                      |      | 7137-002 WDPA: 165883 | Thür | ⊙        | 24,96         |       |
| Nettetal                                           |      | 7137-003 WDPA: 164782 | | ⊙        | 723,4         |       |
| Booser Maar                                        |      | 7137-004 WDPA: 318219 | | ⊙        | 157,71        |       |
| Hochbermel                                         |      | 7137-006 WDPA: 163703 | Bermel | ⊙        | 65,61         |       |
| Feuchtgebiete im Nothbachtal                       | BW   | 7137-007 WDPA: 163066 | | ⊙        | 26,59         |       |
| Wacholderheiden Raßberg und Heidbüchel             |      | 7137-008 WDPA: 82848  | Arft | ⊙        | 24,28         |       |
| Ausoniusstein                                      |      | 7137-017 WDPA: 162298 | | ⊙        | 33,45         |       |
| Michelberg                                         | BW   | 7137-019 WDPA: 82163  | | ⊙        | 28,1          |       |
| Insel Graswerth                                    |      | 7137-020 WDPA: 81987  | | ⊙        | 70,13         |       |
| Hochsimmer                                         |      | 7137-022 WDPA: 81899  | | ⊙        | 249,14        |       |
| Namedyer Werth                                     |      | 7137-024 WDPA: 164752 | | ⊙        | 15,49         |       |
| Ettringer und Mayener Bellberg, Kottenheimer Büden | BW   | 7137-025 WDPA: 81634  | | ⊙        | 63,87         |       |
| Dr.-Heinrich-Menke-Park                            |      | 7137-027 WDPA: 81550  | Arft | ⊙        | 22,99         |       |
| Karmelenberg                                       |      | 7137-031 WDPA: 82044  | Bassenheim | ⊙        | 10,74         |       |
| Kleiner Bermel                                     | BW   | 7137-032 WDPA: 82075  | | ⊙        | 13,89         |       |
| Moselufer zwischen Niederfell und Dieblich         |      | 7137-033 WDPA: 82190  | Auf dem Gebiet der Ortsgemeinden Niederfell und Dieblich in der Verbandsgemeinde Rhein-Mosel. Untermosel: Rechtes Moselufer – mit seinen Wasserflächen, seinen Flachwasserzonen und seinen charakteristischen Pflanzen- und Tiergesellschaften als Lebensraum der in ihrem Bestande bedrohten Würfelnatter – von der Nordseite der Moselgoldbrücke (Kreisstraße 70 nördlich von Niederfell – gegenüber von Gondorf –, etwa bei Strom-Kilometer 18,15) bis zum Beginn der Ortslage Dieblich (etwa bei Strom-Kilometer 16,3) zwischen der Gemeindegrenze mitten in der Mosel und der Bundesstraße B 49. | ⊙        | 16,8786       | 1983  |
| Hochstein                                          |      | 7137-034 WDPA: 163713 | | ⊙        | 351,13        |       |
| Korretsberg                                        |      | 7137-035 WDPA: 164212 | Kruft | ⊙        | 87,21         |       |
| Kuhstiebel                                         | BW   | 7137-036 WDPA: 164291 | | ⊙        | 17,95         |       |
| Gänsehals, Schorenberg, Burgberg und Schmitzkopf   | BW   | 7137-038 WDPA: 163196 | | ⊙        | 547,19        |       |
| Hüttenweiher                                       | BW   | 7137-041 WDPA: 163839 | | ⊙        | 0,86          |       |
| Sulzbusch                                          | BW   | 7137-042 WDPA: 165797 | | ⊙        | 132,97        |       |
| Reiherschußinsel bei Lehmen                        |      | 7137-044 WDPA: 82388  | Lehmen | ⊙        | 2,82          |       |
| Nastberg                                           | BW   | 7137-048 WDPA: 82208  | | ⊙        | 6,24          |       |
| Tongrube Hüttwohl                                  | BW   | 7137-049 WDPA: 82723  | | ⊙        | 20,69         |       |
| Legende für Naturschutzgebiet                      |      |                       | |          |               |       |